# Cañete de las Torres
Cañete de las Torres es un municipio español de la provincia de Córdoba, Andalucía. En 2018 contaba con 2969 habitantes. Su extensión superficial es de 104 km² y tiene una densidad de 28,9 hab/km². Se encuentra situado en la comarca del Alto Guadalquivir, a una altitud de 320 metros y a 49 kilómetros de la capital de provincia, Córdoba.

## Geografía
Forma parte de la Mancomunidad del Alto Guadalquivir (Córdoba). El pueblo es atravesado de norte a sur por el Arroyo del Cañetejo, afluente del Guadalquivir.

## Historia
Las primeras noticias sobre la actividad humana en el término de esta villa comienzan con la revolución neolítica, cuya economía estaba representada por agricultores, agrupados en poblados. Bastante significativos de la Edad del Bronce son los hallazgos obtenidos en superficie en Puentes Viejos, El Vilano, El Hornillo, Cabeza Lavada y, sobre todo, en el rico yacimiento de la Haza de la Virgen. Por su proximidad a Obulco (actual Porcuna), la civilización ibérica ha dejado constancia de su paso por Cañete. 
Aquí se encontraron animales esculpidos en piedra, monedas y cerámicas típicas de esta cultura, e incluso un recinto fortificado, el Cortijo Real. Poblada en la época romana, y anteriormente por los iberos, se cree que se trata de Calpurniana, ciudad fundada por Calpurnio Pisón, aunque no hay certeza clara de ello. Otras teorías aseguran que fue fundada por César en el 45 a. C., aunque tampoco hay certeza de ello.
Aquí se preparó la batalla de Munda contra los hijos de Pompeyo. Una buena muestra de la etapa romana de Cañete de las Torres se encuentra en La Haza de la Virgen, donde, según los más viejos del lugar, estuvo la ciudad antes mencionada de Calpurriana, en el Callejón de los Moros, en la que varias esculturas talladas en la roca quedaron sepultadas con materiales de relleno arrojados por los vecinos, y en el Cortijo El Alamillo, que proporcionó una tabla de bronce con inscripciones en latín.
En otros lugares aparecen restos de tuberías de plomo, vestigios de construcciones, tumbas, monedas, molinos, útiles de labranza y cerámicas comunes y de lujo, tanto hispánicas como de importación, decoradas a molde y lisas.
La presencia visigoda en Cañete de las Torres se constata por la presencia de ladrillos con relieves de rosetas o inscripciones en los bordes, mientras que del tiempo de los musulmanes, que es cuando afloran los documentos de este pueblo con mayor profusión, sobre todo a partir del siglo X, quedan restos repartidos por distintas zonas del término municipal.
Durante la reconquista fue perdida y recuperada varias veces por los cristianos debido a su situación fronteriza. Finalmente la conquistó Fernando III dejándola bajo la jurisdicción de la ciudad de Córdoba; 
El rey Sancho IV de Castilla solicitó a la ciudad de Córdoba que concediera alguna heredad de su término a Alfonso Fernández de Córdoba, que era por entonces alguacil mayor de dicha ciudad, como recompensa por sus servicios al rey y a la propia Córdoba, aunque Vázquez Campos añadió que fue en recompensa por haber participado en las conquistas de Baena, Luque y Zuheros. Y el día 9 de junio de 1293 la mencionada ciudad de Córdoba, en respuesta a la carta del rey, le cedió a Alfonso Fernández el señorío de Cañete de las Torres con todos sus términos y dehesas, pastos, aguas y fuentes para que la poblase, siendo posteriormente confirmada esa donación «perpetua y hereditaria» por el rey Sancho IV en Burgos el día 8 de julio de 1293. Y algunos autores han señalado que esa donación de la villa de Cañete constituyó «el germen del extenso patrimonio territorial y jurisdiccional de su linaje».
Cambió de manos hasta llegar al ducado de Medinaceli, que ostentó el marquesado hasta la extinción de los señoríos en el siglo XIX.
En mayo de 2011 sufrió una inundación en la que varias calles de la población fueron arrasadas por una enorme masa de agua que se llevó por delante las casas de muchos vecinos y la vida de una mujer.

## Demografía
Cañete de las Torres cuenta con una población de 2806 habitantes (INE 2024).
| Gráfica de evolución demográfica de Cañete de las Torres entre 1842 y 2021                                          |
| |
| Población de derecho según los censos de población del INE Población de hecho según los censos de población del INE |

## Economía
En Cañete prima el sector primario y, sobre todo, el olivar, el trigo y el algodón. En el sector secundario sobresale la Cooperativa Agrícola Olivarera. En el sector terciario destaca el comercio, con un total de 184 establecimientos, y el turismo especialmente durante el festival Cañete en flor. 
En la agricultura distinguimos los cultivos herbáceos, donde el principal cultivo de regadío es la patata con 3.055 has y el principal de secano es el trigo con 1.419 has; y entre los cultivos leñosos, tanto en regadío como en secano, destacamos el olivar, contabilizándose de regadío 6.241 has y de secano 6.224 has.

### Evolución de la deuda viva municipal
El concepto de deuda viva contempla sólo las deudas con cajas y bancos relativas a créditos financieros, valores de renta fija y préstamos o créditos transferidos a terceros, excluyéndose, por tanto, la deuda comercial.
| Gráfica de evolución de la deuda viva del Ayuntamiento de Cañete de las Torres entre 2008 y 2022                                  |
| |
| Deuda viva del Ayuntamiento de Cañete de las Torres, en miles de euros, según datos del Ministerio de Hacienda y Función Pública. |

Respecto a las hectáreas de regadío tanto de patata, olivar y cereales no se ajusta a la realidad.

## Patrimonio monumental y lugares de interés

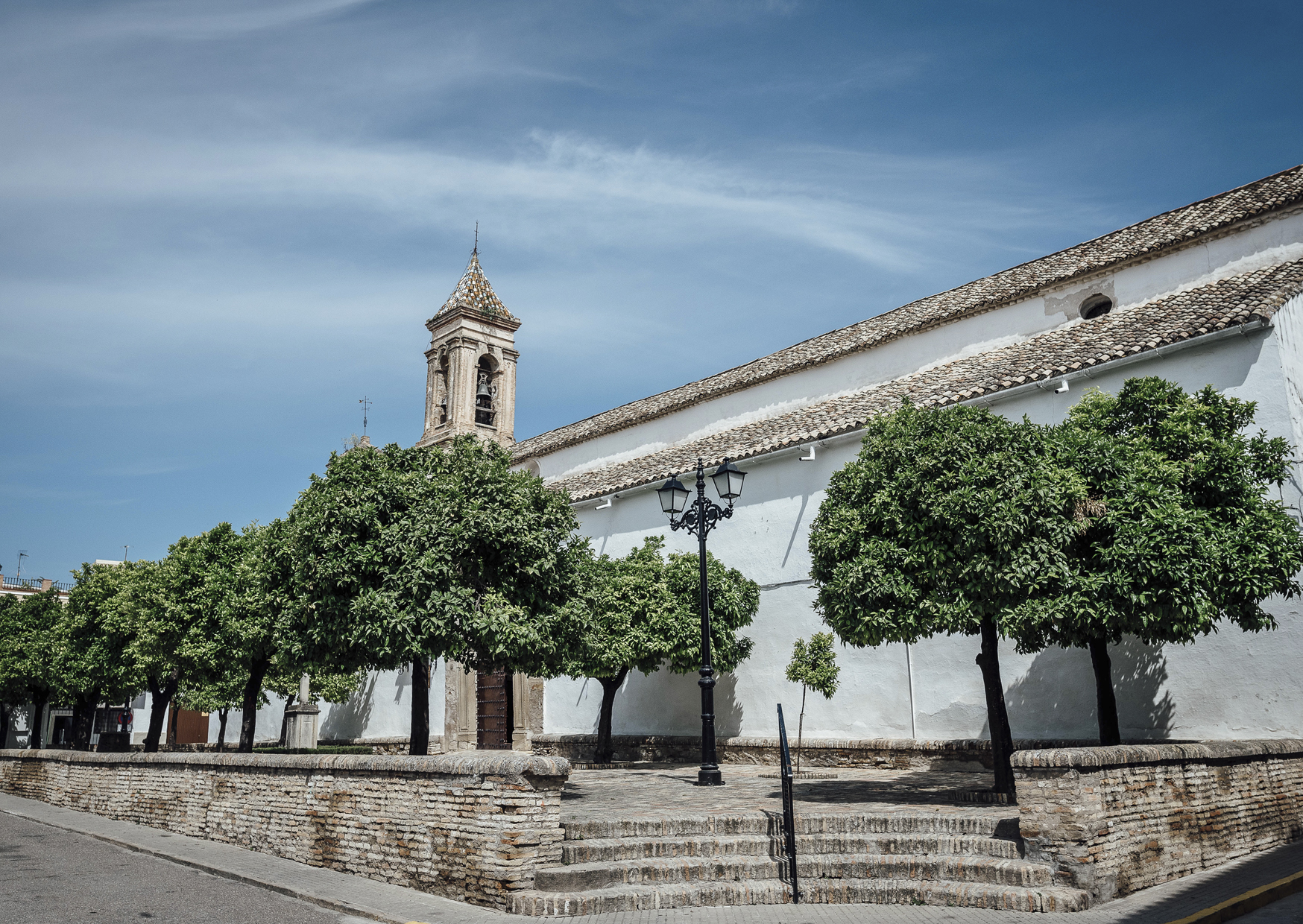
Iglesia de la Asunción

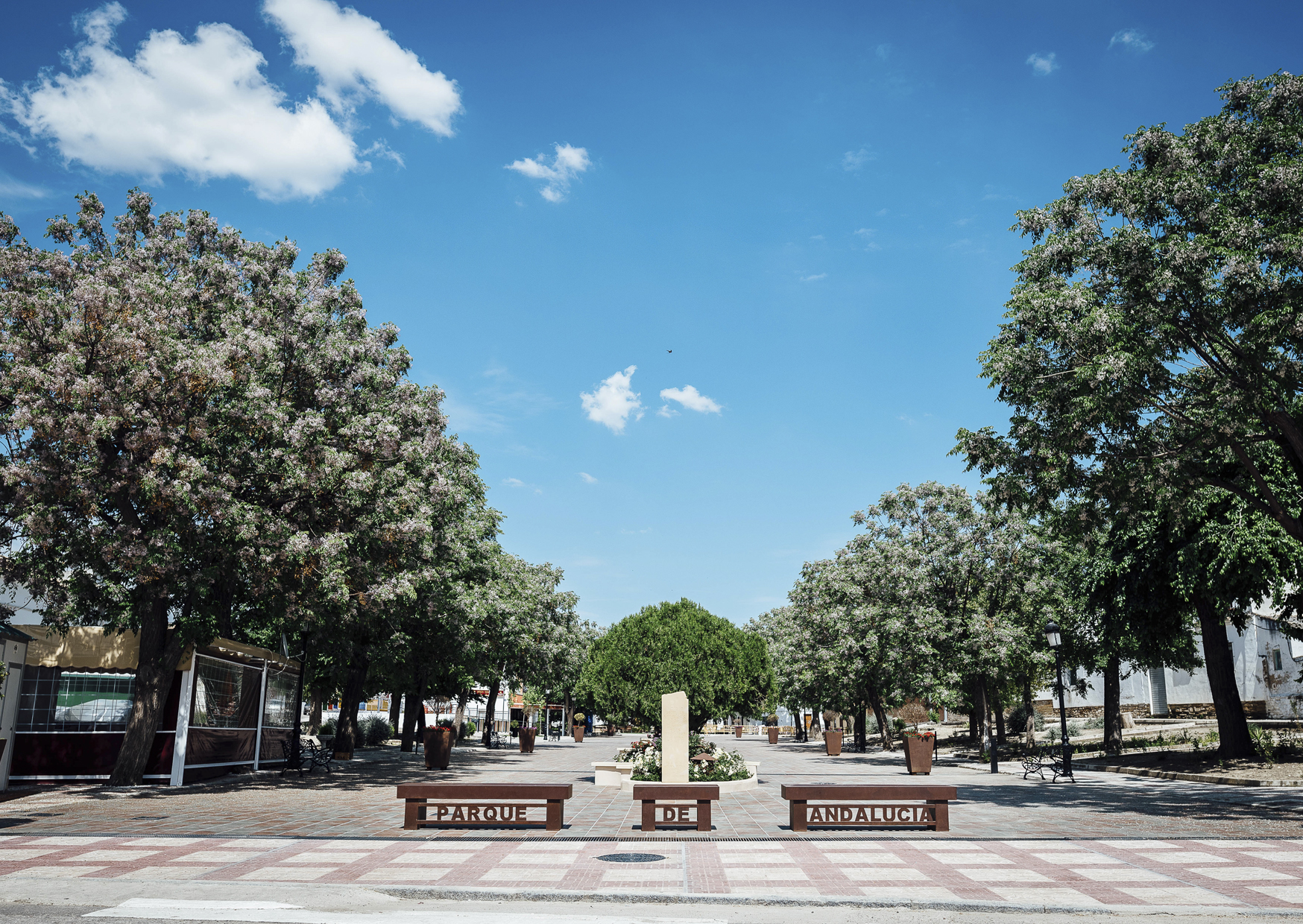
Parque de Andalucía

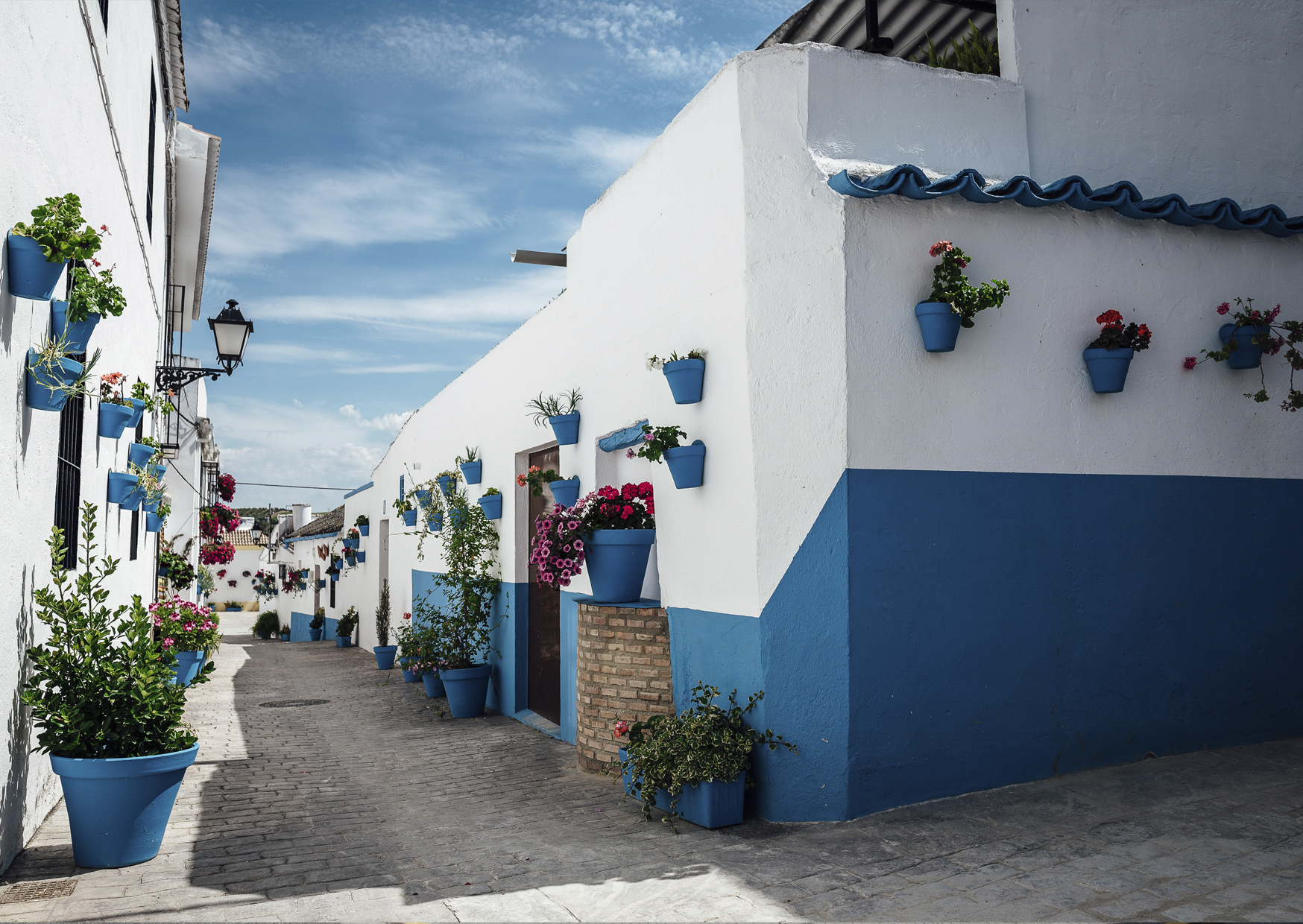
Huerto del Francés

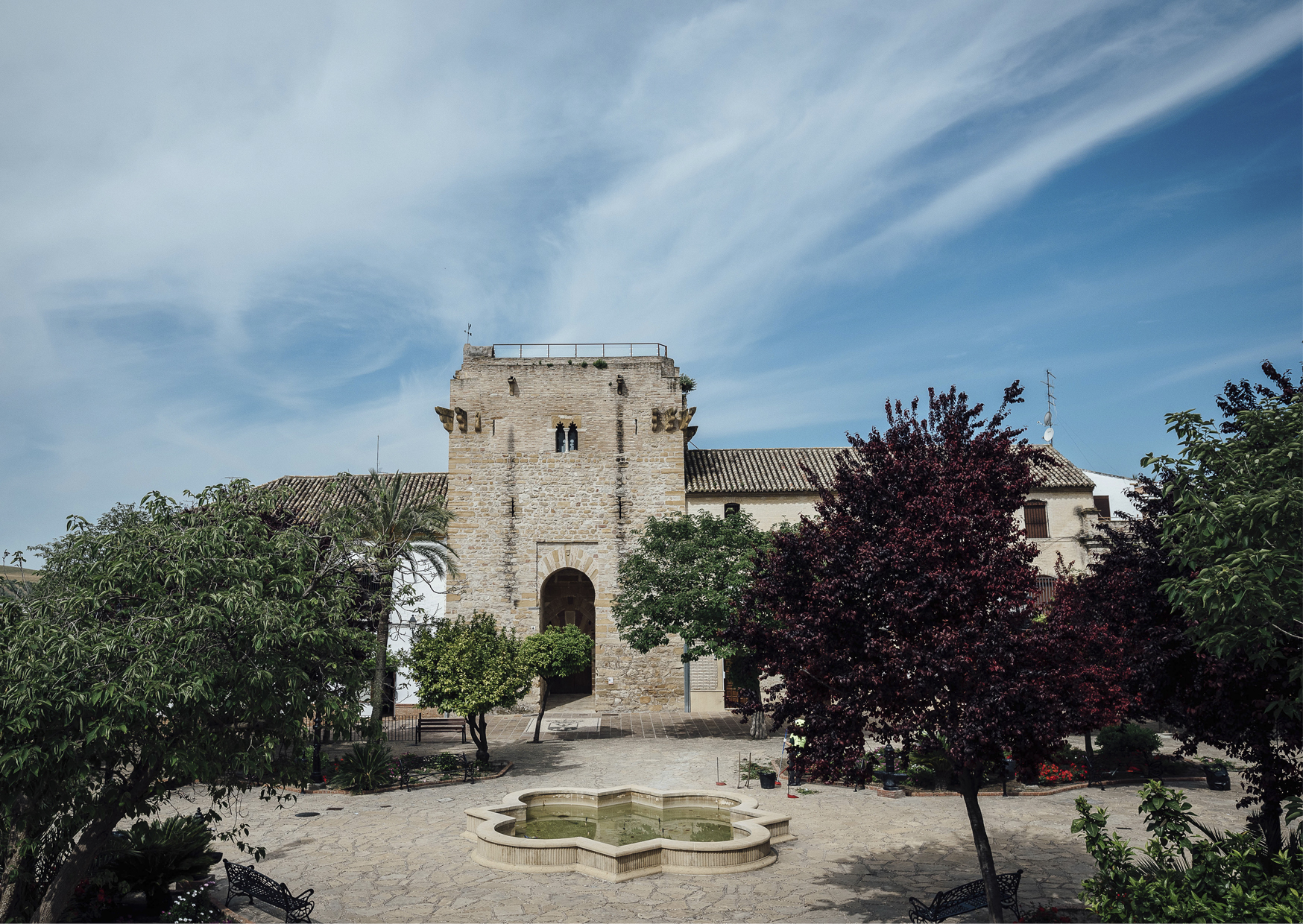
Castillo

- Castillo Medieval. Destaca en el conjunto la Torre del Homenaje. En su interior se encuentra un museo histórico.
- Tercias ( XVII-XVIII). Su función era reunir los diezmos eclesiásticos así como otras rentas de la Corona. También sirvió de cárcel. La estructura es rectangular y realizada en ladrillo. El interior del edificio de tres pisos consta de tres naves cubiertas, realizadas con bóvedas de ladrillo macizo en la planta baja y primera y cerchas en el segundo piso. En este tipo de edificio los carros y la caballería se podían llevar directamente a los pisos superiores con una amplia rampa.
- Ermita de Madre de Dios, En esta ermita se encuentra la imagen de Nuestra. Sra. del Campo, Patrona de la localidad de Cañete. Cuenta con una cúpula barroca con yesería.
- Parroquia de Ntra. Sra. de la Asunción. Se puede admirar la imagen de un Cristo yacente realizado por el escultor sevillano Antonio Castillo Lastrucci y la imagen de Nuestro Señor de los Reyes en su entrada triunfal en Jerusalén (La Borriquita), realizado por el escultor cordobés Miguel Arjona. Mandada construir por el obispo D. Fernando de Mesa en 1260, aunque el aspecto actual es de época más tardía, siglo XVII. Es una Iglesia de tres naves con arcos apuntados sobre pilares cuadrangulares de piedra. Durante el siglo XVII el templo se reformó para vestirlo a la romana, los arcos apuntados se cierran en arcos de medio punto, las naves se cubrieron con bóvedas de yesería quedando oculto el artesanado mudéjar.  Destaca la portada principal, del siglo XVI y de estilo renacentista, realizada por el arquitecto Cristóbal de Rojas, amigo y colaborador del afamado arquitecto Vandelvira. Iglesia recientemente incluida en el estudio de la denominada Arquitectura del Sol.
- Ermita de Nuestro Padre Jesús Nazareno. Data del siglo XVI. La construcción es de una sola nave con una sencilla portada de piedra y un hastial con una sola ménsula para albergar la campana. Sorprende el interior de la Ermita, sin el colorido artesanado mudéjar. La pequeña iglesia de la Ermita guarda un retrato de nuestro padre Jesús Nazareno, muy querido entre los cañeteros.
- Casas señoriales. Cañete cuenta con algunas casas señoriales con escudos que son bellos ejemplos de la arquitectura civil de entre los siglos XVI y XVIII.
- Ermita de San Isidro Labrador (patrón), en el asentamiento antiguo cortijo de Las Lagunitas
- Edificio del Ayuntamiento. Con bella torre y reloj
- Capilla de María Santísima de la Esperanza. Pertenece al Convento de San Francisco. Actualmente se dan oficios religiosos pero hasta el año 2008 había monjas. En la entrada hay un monumento que hace referencia a la madre abadesa Santa Rafaela María S.C. En la capilla se encuentra la talla de la Virgen María Santísima de la Esperanza de la Hermandad Resucitado, celebrándose en agosto una procesión en su honor.
- Escalera del Cielo en el Cementerio Municipal, obra de 2014, lugar de paz y reflexión recomendado al atardecer. Ha sido elegida como el mejor monumento de todos los camposantos de España en el concurso que convoca la publicación especializada Adiós Cultural.[9]
- Huerto del Francés, barrio típico cordobés recuperado en el año 2015. Es característico por calles estrechas con jardinería natural en macetas.
- Plaza de Santa Ana, destaca la fuente donde  los vecinos compraban el agua con cántaros.
- Parque de Andalucía. Fue construido sobre un tramo soterrado del arroyo Cañetejo. Reformado en el año 2016, es uno de los principales lugares de esparcimiento de la localidad.
- Monumento de Ramón Hernández Martínez. El monumento se encuentra en la escuela de Cañete de las Torres que recibe su nombre. Nació el 12 de agosto de 1886 en Otero de Centeno (Zamora), estudió Magisterio en Córdoba y ejerció casi toda su vida en Cañete de las Torres.

## Fiestas y acontecimientos culturales
- Semana santa: Suele ser desde el primer domingo de cuaresma se comienza a presentar los carteles de cada hermandad. Programación (hora de salida):  Domingo de Ramos: 11:30 “La borriquita”, Hermandad  Resucitado.  Lunes Santo: 21:30 “Calvario” Hermandad Resucitado.  Martes Santo: 21:30 “Orando en el huerto” Hermandad del Santo Sepulcro.  Miércoles Santo: 21:30  “Señor Amarrado a la columna”  Hermandad Nuestro Padre Jesús Nazareno.  Jueves Santo: 21:30 “Nuestra Señora de la Piedad” Hermandad del Santo Sepulcro; es la única procesión que es llevada por mujeres.   Viernes Santo: 06:00  “Salida de Nuestro Cristo Yacente” Hermandad del Santo Sepulcro.                         09:00 “Nuestro Padre Jesús Nazareno y la Santa Faz” Hermandad Nuestro Padre Jesús Nazareno.                          19:30 “Virgen de los Dolores y Santo Sepulcro” Hermandad del Santo Sepulcro.  Sábado de Gloria: 00:00 (madrugada del viernes al sábado) “Virgen de la soledad” Hermandad Nuestro Padre Jesús Nazareno.  Domingo de Resurrección: 00:30 (madrugada del sábado al domingo)  “Señor resucitado” Hermandad Resucitado.  La Semana Santa de Cañete de las Torres es una devoción, pero quizás también sea la metáfora de una forma de ser de un pueblo que tras muchísimos avatares es capaz de hacer caer lo construido una y mil veces. La Semana Santa no es algo homogéneo, es la unión de tres semanas santas en una. Como la Semana Santa misma.  Autor: Carlos Hita Borrego.  Título: La Semana Santa de Cañete de las Torres.  Editorial: Fundación Caja Rural de Cañete de las Torres.
- Cruces de mayo: Suele ser el primer fin de semana de mayo.  Las Cruces de Mayo tiene una  finalidad, es potenciar el embellecimiento y la tradición de este pueblo; se suelen inscribir un total de cinco cruces de mayo que se dispersan por todo el pueblo. Dentro del festival de Cruces de Mayo, el Ayuntamiento de Cañete de las Torres ha convocado el Concurso de Calles en Flor.
- Calles en flor: Suele ser el primer fin de semana de mayo.
- En 2018 nació con el festival Calles en Flor una nueva iniciativa cultural que convertirá por unos días a la localidad cordobesa de Cañete de las Torres en la capital de la flor, ya que sus calles albergan numerosas intervenciones artísticas.  Con el título “Érase una vez... Cañete de las Torres”, la tercera edición de este festival de flores en Cañete de las Torres.
- Carnaval: Suele ser el fin de semana antes del miércoles de ceniza.[10]  Año tras año, los vecinos de Cañete de las Torres demuestran su capacidad creativa para disfrazarse y envolverse de magia en la fiesta del carnaval. Las calles se llenan de música, color y alegría protagonizado por disfraces originales, baile, charangas y coplas de carnaval. Es una fiesta muy importante para cañete, ya que se hace desde hace muchos años.  Esta gran celebración carnavalera ha comenzado   En los últimos años, tres chirigotas de Cañete han participado en el concurso de Córdoba y han obtenido dos importantes premios:   Chirigota de los Nenes: 2018 y 2019, primer premio en la localidad de Torredonjimeno. En 2020 ganó el segundo premio también en la localidad de Torredonjimeno y el tercer premio en Córdoba.   Chirigota Los del Zulo: Fueron tercer y cuarto puesto en El Carpio (2019 y 2020) y en otros años han quedado finalistas.   Chirigota de Cañete: Primer premio COAC montoro 2015, 2016 y 2017. Tercer premio COAC Córdoba 2017 y 2018. Segundo premio COAC Córdoba 2019. Primer premio COAC Córdoba 2020.    El sábado por la tarde-noche se lleva a cabo un desfile para la gente “adulta” (+14 años). Al finalizar el pasacalles las tres chirigotas cantan un par de coplas para toda la gente del pueblo.  El domingo por la mañana se llevará a cabo otro desfile donde pueden presentarse todo tipo de edades con premios para adultos y niños;  y al final de la tarde se les entrega un premio de cada disfraz y artesanía.
- Romería San Isidro Labrador: Suele ser el tercer fin de semana de mayo.  La romería, que suele realizarse el 15 de mayo, se suele realizar en coche decorado para lograr el camino de Cañete a Hera, y luego se da una cierta recompensa a la mejor carroza, mejor decorada y la mejor música ...[11]  En la panorámica de las actividades religiosas populares de Cañete de las Torres, es muy importante la advocación a San Isidro Labrador, especialmente la romería que se celebra durante su festividad. estado. Por el contrario, la fiesta de San Isidro tiene ventajas sobre las mencionadas costumbres marianas, su ventaja radica en la riqueza y colorido de la romería que se realiza cada año desde su fundación. Estas peregrinaciones se han reflejado en miles de fotografías.
- Feria de San Miguel: Suele ser última semana de septiembre y la primera de octubre.  La localidad de Cañete de las Torres está disponible, desde el día de San Miguel hasta principios de octubre, para disfrutar de una de sus fiestas anuales más características: la Real Feria de San Miguel. Son días para el reencuentro, el disfrute de las calles que durante estos días muestran un efecto especial tanto al visitante como al habitante. Son días en los que los cañeteros se toman un respiro de su quehacer diario y pernoctan para disfrutar del buen ambiente en el polígono industrial Los Ruedos y en la calle Feria, donde su caseta municipal acoge la mayoría de las actividades musicales, cada cofradía también cuenta con casetas propias y cada uno con funciones distintas, unas más comida y otras más de noche.  Pero el pueblo de Cañete de las Torres, con un gran número de empresarios empujando fuerte, se abre al visitante con los brazos abiertos. Aquí, en esta localidad fronteriza entre Córdoba y Jaén, existen numerosos enlaces con vecinos de Porcuna, Lopera, Bujalance, Valenzuela y la Córdoba circundante. Y en fiestas como estas, muchos más vienen a compartir momentos inolvidables, disfrutando de la rica gastronomía y paseando por sus calles decoradas, limpias y preparadas para la gran ocasión.
- Cañeteando:  Suele ser el último fin de semana de junio, para comenzar el verano.  Ocurre en varios lugares del municipio. La función comienza aproximadamente a las 8:00 pm, 9:00 pm, 10:30 pm, 00:30 am y 2:30 am. El concierto es completamente gratuito, con más de diez horas de música organizadas por Iltre. Ayuntamiento de Cañete de las Torres. Un gran encuentro de cultura, tradición y gastronomía. Personas de todos los pueblos de los alrededores participaron en este festival de música.[12]
- Ruta de la tapa: Suele ser todos los fines de semana de cuaresma  Si entrega su pasaporte sellado luego de degustar 15 tipos de botanas en la ruta, el participante será incluido en el viaje. El Ayuntamiento de Cañete de las Torres convocó la Ruta de la Tapa, y también participarán seis bares y restaurantes de la ciudad. Su objetivo es proporcionar dos bocadillos para todos, y cada taza de bocadillo y cerveza cuesta 2 euros. Los participantes que participen en este refrigerio deben detenerse en cada restaurante participante y pasar cada uno de ellos. También recuerde que deben votar por los más complejos de los probados.[13]
- Belén viviente: Suele ser el fin de semana antes de Navidad.   Es una representación que hacen los alumnos del CEIP Ramón Hernéndez Martínez, estos alumnos se visten con ropas de aquella época e imitan a los personajes de la Virgen María, San José…. Se estudia un papel y se hace la representación. También se ponen puestos para que la gente antes de que empiece la representación, pueda comprar dulces o incluso ropa...   La Virgen María, como en aquella época, iba subida en una borriquita, quien sea la Virgen María aquí, hay una borriquita para que se suba, que se llama margarita.    Acude todo tipo de gente de los pueblos de alrededor a ver esta gran representación.
- Virgen del Campo: Suele ser el día 8 de septiembre.  La Virgen del Campo es una advocación de la Virgen María venerada en la iglesia católica. Saint Campo es el patriotismo del alcalde permanente y la madre de todos los productores de caña de azúcar existentes y no existentes. Para conmemorar, la celebración suele comenzar el último domingo de agosto, que es el linaje tradicional de la Virgen, desde la ermita hasta la Iglesia de la Asunción. El 8 de septiembre tuvo lugar la procesión de regreso y la procesión de la Asunción hasta su ermita, la gente que llegaba se enorgullece de ella y esperaba con ansias el espectáculo de fuegos artificiales. Al día siguiente, 9 de septiembre, por la mañana, en el jardín de la ermita, comenzaron las misas solemnes. Allí, el alcalde reiteró su juramento al alcalde permanente de Canet de las Torres y prestó juramento en el Campo sagrado.
- Cagada de la Burra Margarita.  Consiste en que la hermandad del resucitado, el fin de semana después de la feria San Miguel, hace una rifa a la cual hay 1000 números de parcelas, que es donde la burra se pasea hasta que expulsa sus heces en una de las parcelas y gana la persona que haya comprado esa parcela 1000€. Después de todo eso, en el recinto donde se hace te puedes quedar a tomar algo y a comer.
- Vuelta ciclista a Cañete de las Torres  Cada año en Cañete de las torres hay un día en el que algunos habitantes de Cañete de las Torres salen a dar un paseo con la bicicleta por el pueblo de Cañete de las Torres.  En esta ruta organizada por la peña ciclista de Cañete de las Torres se van haciendo paradas en distintas zonas del pueblo para beber agua y también para sortear algunas cosas como por ejemplo: candados para la bicicleta , sillines , etc… también se para en algunos bares para tomar un refresco   Al final del paseo en bici se va a la caseta municipal donde se prepara una paella de arroz para todos los participantes , también en la caseta municipal se preparan algunos juegos de bicicletas para los niños y se sortean varias bicicletas y más objetos para bicicleta.
- Ajedrez viviente  Consistía en hacer un ajedrez grande al cual podía participar toda las personas que quisieran hasta completar los puestos del ajedrez. El juego es el mismo que el ajedrez normal pero mucho más grande.